# RLE
Кодування довжин серій (англ. Run-length encoding, RLE) або Кодування повторів — простий алгоритм стиснення даних, який оперує серіями даних, тобто послідовностями, в яких один і той же символ зустрічається кілька разів поспіль. При кодуванні рядок однакових символів, що становлять серію, замінюється рядком, який містить сам повторюваний символ і кількість його повторів.

## Приклад використання
Розглянемо зображення, що містить простий чорний текст на суцільному білому фоні. Тут буде багато серій білих пікселів в порожніх місцях, і багато коротких серій чорних пікселів в тексті. Нехай, наприклад, дано довільний рядок чорно-білого зображення. Тут B (англ. Black) позначає чорний піксель, а W (англ. White) - білий:
WWWWWWWWWWWWBWWWWWWWWWWWWBBBWWWWWWWWWWWWWWWWWWWWWWWWBWWWWWWWWWWWWWW
Якщо ми застосуємо просте кодування довжин серій до цього рядка, то отримаємо таке:
12W1B12W3B24W1B14W
Останній запис інтерпретується як «дванадцять W», «одна B», «дванадцять W», «три B» і т. д. Таким чином, код подає вихідні 67 символів у вигляді всього лише 18.

Однак, у випадку, якщо рядок містить велику кількість неповторюваних символів, його обсяг може зрости.
ABCABCABCDDDFFFFFF
1A1B1C1A1B1C1A1B1C3D6F
Проблема вирішується досить просто. Алфавіт, в якому записані довжини серій, розділяється на дві (зазвичай рівні) частини. Алфавіт цілих чисел можна, наприклад, розділити на дві частини: додатні і від'ємні. Додатні використовують для запису кількості повторюваних однакових символів, а від'ємні — для запису кількості неоднакових.
-9ABCABCABC3D6F
Оскільки чисельні типи даних на комп'ютері завжди мають певну межу, виникає ще одна проблема. Припустимо, ми використовуємо тип signed char для запису довжин серій. Тоді ми не можемо записати серію, довшу ніж 127 символів, однією парою «довжина-символ». Якщо поспіль записано 256 символів A, їх розділяють на мінімальну кількість груп:
127A127A2A
Реалізація на конкретній мові програмування алгоритму RLE з урахуванням цих обмежень може бути нетривіальною.
Звичайно, кодування, яке використовується для зберігання зображень, оперує з двійковими даними, а не з символами ASCII, як у розглянутому прикладі, однак принцип залишається таким самим.

## Застосування
Вочевидь, що таке кодування ефективно для даних, що містять велику кількість серій, наприклад, для простих графічних зображень, таких як іконки та графічні малюнки. Однак це кодування погано підходить для зображень з плавним переходом тонів, таких як фотографії.
Поширені формати для упаковки даних за допомогою RLE включають в себе PackBits, PCX і ILBM.
Методом кодування довжин серій можуть бути стиснуті довільні файли з двійковими даними, оскільки специфікації на формати файлів часто включають в себе повторювані байти в області вирівнювання даних. Проте, сучасні системи стиснення (наприклад, DEFLATE) частіше використовують алгоритми на основі LZ77, які є узагальненням методу кодування довжин серій і оперують з послідовностями символів виду «BWWBWWBWWBWW».
Звукові дані, які мають довгі послідовні серії байт (такі як низькоякісні звукові семпли) можуть бути стиснуті за допомогою RLE після того, як до них буде застосовано Дельта-кодування.

## Реалізація алгоритму мовою C/C++
```
#include
 
<stdio.h>

#include
 
<string.h>

int
 
main
()

{

    
int
 
cnt
;

    
char
 
smb
;

    
char
 
*
code
 
=
 
new
 
char
 
[
80
];

    
char
 
*
encode
 
=
 
new
 
char
 
[
80
];

    
char
 
*
str
 
=
 
new
 
char
 
[
80
];

    
scanf
(
"%s"
,
 
code
);

    
strcpy
(
encode
,
 
""
);

    
smb
 
=
 
code
[
0
];

    
cnt
 
=
 
0
;

    
for
 
(
int
 
i
 
=
 
0
;
 
i
 
<=
 
strlen
(
code
);
 
i
++
)
 
{

        
if
 
(
code
[
i
]
==
smb
)
 
{

            
cnt
++
;

        
}

        
else
 
{

            
sprintf
(
str
,
 
"%d"
,
 
cnt
);

            
strcat
(
encode
,
 
str
);

            
sprintf
(
str
,
 
"%c"
,
 
smb
);

            
strcat
(
encode
,
 
str
);

            
smb
 
=
 
code
[
i
];

            
cnt
 
=
 
1
;

        
}

    
}

    
printf
(
"%s
\n
"
,
 
encode
);

    
return
 
0
;

}

```

## Реалізація алгоритму мовоюPHP
```
<?php

$code
 
=
 
'fafaaaaaaaaaaaaa'
;

$encode
 
=
 
''
;

for
 
(
$i
 
=
 
0
;
 
$i
 
<
 
strlen
(
$code
);
$i
++
){

	
$smb
 
=
 
$code
[
$i
]
 
;

	
$count
 
=
 
1
 
;

	
for
 
(
$b
 
=
 
$i
;
 
$b
 
<
 
strlen
(
$code
);
$b
++
){

		
if
 
(
$code
[
$b
 
+
 
1
]
 
!=
 
$smb
)
 
break
 
;

		
$count
++
 
;

		
$i
++
 
;

	
}

	
$encode
 
.=
 
$count
 
.
 
$smb
 
;

}

print
 
'Рядок: '
 
.
 
$code
 
.
 
' вдалося стиснути до '
 
.
 
$encode
 
.
 
'.<br /> і ми заощадили '
 
.
 
(
strlen
(
$code
)
 
-
 
strlen
(
$encode
))
 
.
 
' байтів.'
 

?>

```

## Реалізації алгоритму мовою Delphi/Pascal
```
function
 
encode
(
s
:
string
)
:
string
;

var
 
i
,
k
:
integer
;
 
c
:
char
;

begin

  
Result
:=
''
;

  
if
 
s
=
''
 
then
 
exit
;

  
c
:=
s
[
1
]
;
 

  
k
:=
1
;

  
for
 
i
:=
2
 
to
 
length
(
s
)
+
1
 
do

    
if
 
s
[
i
]
=
c
 
then
 
inc
(
k
)
 
else

      
begin

        
if
 
k
>
1
 
then
 
Result
:=
Result
+
IntToStr
(
k
)
;

        
Result
:=
Result
+
c
;

        
c
:=
s
[
i
]
;

        
k
:=
1
;

      
end
;

end
;

 

function
 
decode
(
s
:
string
)
:
string
;

var
 
i
,
j
,
c
:
integer
;

    
newS
:
string
;

begin

i
:=
1
;

while
 
i
 
<=
 
length
(
s
)
 
do

  
begin

    
j
:=
i
;

    
while
 
s
[
j
]
 
in
 
[
'0'
..
'9'
]
 
do
 
inc
(
j
)
;

    
if
 
j
-
i
 
>
 
0
 
then

    
begin

      
for
 
c
:=
1
 
to
 
strtoint
(
copy
(
s
,
i
,
j
-
i
))
 
do
 
newS
 
:=
 
newS
 
+
 
s
[
j
]
;

      
delete
(
s
,
i
,
j
-
i
+
1
)
;

    
end
 
else

    
begin

      
newS
 
:=
 
newS
 
+
 
s
[
i
]
;

      
inc
(
i
)
;

    
end
;

  
end
;

  
result
:=
 
newS
;

end
;

```

## Реалізації алгоритму наVisual Basic 6
```
Public
 
Function
 
Encode
(
ByVal
 
SrcString
 
As
 
String
)
 
As
 
String

    
Dim
 
I
 
As
 
Long
,
 
N
 
As
 
Long
,
 
sResult
 
As
 
String

    
N
 
=
 
1

    

    
For
 
I
 
=
 
1
 
To
 
Len
(
SrcString
)

        
If
 
Not
 
Mid
(
SrcString
,
 
I
,
 
1
)
 
=
 
Mid
(
SrcString
,
 
I
 
+
 
1
,
 
1
)
 
Then

            
sResult
 
=
 
sResult
 
&
 
IIf
(
I
 
-
 
N
 
+
 
1
 
>
 
1
,
 
CStr
(
I
 
-
 
N
 
+
 
1
),
 
CStr
(
""
))
 
&
 
Mid
(
SrcString
,
 
I
,
 
1
)

            
N
 
=
 
I
 
+
 
1

        
End
 
If

    
Next

    

    
Encode
 
=
 
sResult

End
 
Function

```